# Theodor Laufer
Pour les articles homonymes, voir Laufer.
Theodor Laufer, né le 29 mars 1914 à Vienne (Autriche) et mort le 28 janvier 1999 à Bois-Colombes (Hauts-de-Seine), est un ingénieur aéronautique autrichien, naturalisé français, pionnier de l'hélicoptère.

## Biographie
Theodor Laufer a émigré en France en mai 1946 pour travailler sur la conception des hélicoptères Ariel puis Djin. 
Il a épousé Alice-Marie Roche (née le 14 octobre 1921 à Lyon) le 28 juillet 1951. Il a eu trois enfants (Jean-François, Gérard et Isabelle). Il a acquis la nationalité française par le décret de naturalisation en date du 18 janvier 1960 (portant le n°4399 x 53).

## Publications
- "Grundlagen der Synthese des Absoluten" (1979 - Verlag Hans Richarz - Sankt Augustin)